# شبه‌جزیره هوو
شبه‌جزیره هوو (به انگلیسی: Hoo Peninsula) یک شبه‌جزیره در بریتانیا است که در جنوب شرقی انگلستان واقع شده‌است. شبه‌جزیره هوو ۳۱٬۰۵۰ نفر جمعیت دارد.